# 1635
Évszázadok: 16. század – 17. század – 18. század
Évtizedek: 1580-as évek – 1590-es évek – 1600-as évek – 1610-es évek – 1620-as évek – 1630-as évek – 1640-es évek – 1650-es évek – 1660-as évek – 1670-es évek – 1680-as évek
Évek: 1630 – 1631 – 1632 – 1633 –  1634 – 1635 – 1636 – 1637 – 1638 – 1639 – 1640

## Események

### Határozott dátumú események
- Február 10. – a Francia Akadémia megalapítása.[1]
- május 6. – Pázmány Péter egyetemet alapít Nagyszombatban.[2]
- május 6. – Lósy Imre egri püspök egyházmegyei zsinatot tartott Jászón.
- szeptember 12. – Lengyelország és Svédország megkötik a huszonhat évre szóló stuhmsdorfi békeszerződést(wd).[3]
- november 13. – Nagyszombatban megkezdi működését a Pázmány Péter alapította tudományegyetem. Dobronoki György rektor nyitotta meg.

### Határozatlan dátumú események
- az év folyamán – 
  - Országgyűlés Sopronban.
  - A pozsonyi királyi várat barokk stílusban kezdik átépíteni.[2]
  - Megkezdődik az 1635–1659-es francia–spanyol háború, a még zajló harmincéves háborúval párhuzamosan.

## Születések
- január 13. – Philipp Jacob Spener, német teológus, heraldikus, a német pietizmus megalapítója († 1705)
- július 18. – Robert Hooke angol tudós, polihisztor, a Royal Society tagja († 1703)
- szeptember 7. – Esterházy Pál, († 1713)
- november 22. – Francis Willughby, angol ornitológus és ichthiológus († 1672)
- november 25. – Madame de Maintenon, márkinő (sz. Françoise d’Aubigné), XIV. Lajos francia király szeretője, majd titkos felesége († 1719)

## Halálozások
- augusztus 27. – Lope de Vega spanyol drámaíró, költő (* 1562)